# Niebieska Szkoła
Niebieska Szkoła – program edukacyjny skierowany do młodzieży szkolnej, realizowany na pokładzie żaglowca STS Fryderyk Chopin. Jest kontynuacją działań edukacyjnych prowadzonych na pokładzie Chopina od 1992 roku. Program skierowany jest do uczniów z różnych szkół z terenu całej Polski, obejmuje realizację programu dydaktycznego ze szkół macierzystych w połączeniu z żeglugą dalekomorską i wizytami w portach. Niebieska Szkoła funkcjonuje od 2012, a do września 2023 w jej ramach odbyło się 35 rejsów, m.in. po Oceanie Atlantyckim i Morzu Karaibskim. Od 2024 program Niebieskiej Szkoły realizowany jest również na pokładzie żaglowca Kapitan Głowacki.
Na przestrzeni lat Niebieska Szkoła była wielokrotnie nagradzana. W 2018 za jej realizację armator statku Piotr Kulczycki otrzymał Nagrodę im. Kapitana Leszka Wiktorowicza, a sam program został nią wyróżniony w 2023. Ponadto w 2020 Niebieskiej Szkole i jej organizatorowi (3Oceans) za skuteczne łączenie edukacji szkolnej z żeglugą dalekomorską przyznano Nagrodę Przyjaznego Brzegu.
W 2015 wyprodukowany został film dokumentalny w reżyserii Jędrzeja Bączyka pt. Dzienniki z Niebieskiej Szkoły.